# کاسالوچه

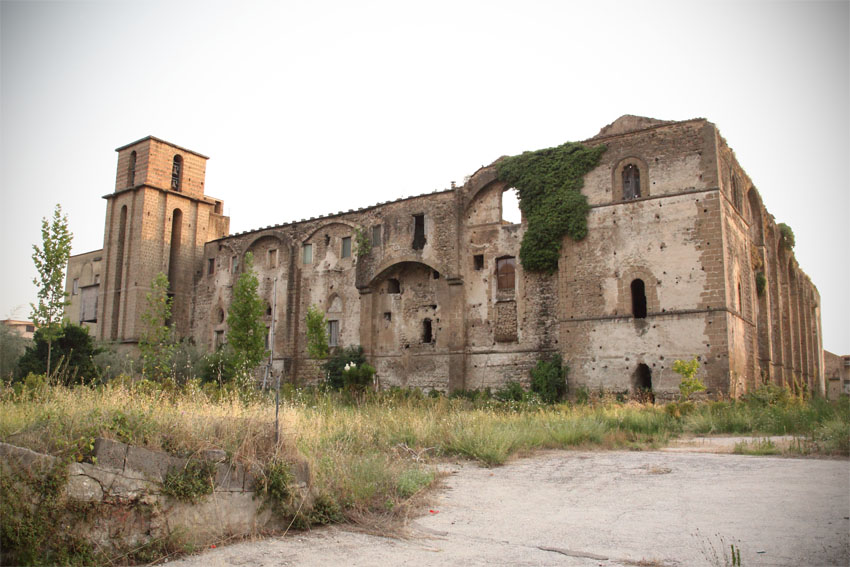
کاسالوچه شهری در استان کاسرتا در جنوب ایتالیا است که به عنوان مرکز تولید کاسالوچه شناخته شده است. این شهر در شمال غربی ناحیه کامپانیا واقع شده است. همچنین، نام کاسالوچه به نوعی شیرینی نیز مشهور است که در ایتالیا و بسیاری از نقاط دیگر جهان مورد علاقه قرار دارد.

کاسالوچه (به ایتالیایی: Casaluce) یک کومونه در ایتالیا است که در استان کازرتا واقع شده‌است.

## خصوصیات
کاسالوچه ۹٫۴ کیلومترمربع مساحت و ۱۰٬۲۸۳ نفر جمعیت دارد و ۶۸ متر بالاتر از سطح دریا واقع شده‌است.